# Émile Louis Victor de Laveleye
Émile Louis Victor de Laveleye, Laveleye Emil (Brugge, 1822. április 5. – Liège, 1892. január 3.) belga közgazdasági író.

## Élete
Miután Gentben és Párizsban bevégezte tanulmányait, 1864-ben a lüttichi egyetemen az államtudományok tanszékére nevezték ki tanárul. A francia akadémiának volt levelező tagja, tagja a belga akadémiának és a Cobdenklubnak. 
Laveleye legnevezetesebb munkája, mely nevét Európa határain túl is hiressé tette: De la propriété et de ses formes primitives (1874, 4. kiad. 1891, angolra és németre is lefordítva). Gyönyörű kidolgozásban mutatja be, addig figyelemre nem méltatott gazdasági jelenségekre támaszkodva, hogy a tulajdon első alakja a köztulajdon (kollektív tulajdon), amelyre a szocialisták törekednek, s hogy a magántulajdon csak később alakult ebből. Laveleyenek különösen azon fejtegetései okoztak nagy örömet a szocialisták közt, amelyekben azt bizonyította, hogy ez a kollektív tulajdon ma is létezik az orosz «mir»-ben, a svájci «allmend»-ben és a jávai «dessza» formájában.

## Egyéb művei
Ugyanezen könnyen érthető és rendkívül élvezetes formában tartva, a következők:
- Le Sénat belge (1851)
- Études sur les conséquences de la liberté du commerce internat. (1857)
- Études d'économie rurale (1864)
- Le marché monétaira et ses crises (1865)
- La parti clérical en Gelgique (1875)
- De l'avenir des peuples catholiques (1875)
- L'agriculture belge (1878)
- Le bimétallisme international (1881)
- Le socialisme contemporain (1881, 6. kiadás 1891)
- Éléments d'économie politique (1882)
- La péninsule des Balkans (1886, 2 kötet, németül is)
- Le luxe (1887)
- Le gouvernement dans le deconocratie (1891, 2 köt.)

## Magyarul megjelentek
- Deák Ferenc. Ford. Szász Károly (Pest, 1869)
- A protestantizmus és katholicizmus a nemzetek szabadságához és jólétéhez való viszonyában. Ford. Dercsenyi M. Sándor, Gladstone levele hozzáadásával bővítette Balogh Ferenc (Debrecen, 1876)
- A tulajdonjogról; in: A nemzetgazdaságtan néhány alapkérdésének jelenlegi felfogása a külföldi tudományban. Tanulmány; ford. Weisz Béla; Ráth, Budapest, 1877
- A polgárosult népek vallási jövője. Ford. Feleki József (Budapest, 1878)
- Bakunin, a világfelforgatók apostola. Ford. Erdélyi Béla (Budapest, 1881)
- Kormányformák az újkori társadalmakban. Ford. Tóth Lőrinc (Budapest, 1881, A Magyar Tudományos Akadémia Könyvkiadó Vállalata-sorozat)
- A pápaság jövője; ford. Bartha Béla; Hornyánszky Ny., Budapest, 1893
- A tulajdon és kezdetleges alakjai, 1-2., 1898 (A Magyar Tudományos Akadémia Könyvkiadó Vállalata-sorozat)
- A szociálizmus keletkezése, veszélyei s a kibontakozás lehetősége; ford., jegyz. H. J.; Demokratia páholy, Budapest, 1901 (A "Demokratia" páholy könyvtára)